# استنساخ بشري

رسم تخطيطي لطرق إعادة برمجة الخلايا مع تطور الإنسان

الاستنساخ البشري (بالإنجليزية: Human cloning)‏ هو صنع نسخة مطابقة وراثياً للإنسان ويستخدم هذا المصطلح عادةً للإشارة إلى الاستنساخ البشري الاصطناعي وهو استنساخ خلايا وأنسجة بشرية، فهو لا يشير إلى التوائم المتطابقة والتي تعتبر حالى طبيعية للتكاثر البشري بشرية. ويُعدُّ الاستنساخ العلاجي والاستنساخ التكاثري من أكثر أنواع الاستنساخ البشري مناقشة، والاستنساخ العلاجي هو استنساخ خلايا من شخص بالغ وإستخدامها كعلاج، أما الاستنساخ التكاثري هو صنع جسد مستنسخ كاملاً.  يثير الاستنساخ قضايا أخلاقية مثيرة للجدل في مختلف المجتمعات.  

## التاريخ
بدأ العلماء وصناع السياسات بأخذ احتمالية الاستنساخ البشري بجدية في عام 1960 وكان موضع تكهنات لفترة طويلة من القرن العشرين، ودعا جوشوا يدربيرغ المختص بعلم الوراثة والحائز على جائزة نوبل للاستنساخ والهندسة الوراثية في صحيفة ذي ناتيوريست الأمريكية (The American Naturalist) عام 1966 للإستنسخ البشري ودعا له مرة أخرى في العام التالي في صحيفة واشنطن بوست (واشنطن بوست). مما أثار جدلاً مع المتحفظ ليون كاس المتخصص بأخلاق الطب الحيوي حيث رد قائلا: “الاستنساخ المخطط للإنسان سيكون في الواقع إذلالا له" ونشر جيمس واطسون الحائز على جائزة نوبل، إمكانات ومخاطر الاستنساخ في مقالته المنشورة في مجلة اتلانتك الشهرية في مقال اسمه "الإتجاه نحو الرجل النسيلي "، في عام 1971.
وصلت تقنية استنساخ الثدييات وإن كانت بعيدة عن الوثوق التام إلى أن العديد من العلماء أصبحوا تمكنوا من تقنياتها، وتنفيذ هذه التكنولوجيا ليس مكلف للغاية مقارنة بالعديد من العمليات العلمية الأخرى، ولهذا السبب جادل لويس د. إيغين أن محاولات استنساخ البشر سوف تبدأ في السنوات القليلة المقبلة، وربما قد بدأت بالفعل.
و صنعت تكنولوجيا الخلايا المتقدمة أول نسخة بشرية مهجنة في نوفمبر عام 1998، وكانت مأخوذة من خلية من ساق رجل وبويضة بقرة بعد إزالة الحمض النووي منها وقد تم تدميره بعد 12 يوما وقال الدكتور روبرت لانزا، مدير تكنولوجيا الخلايا المتقدمة عن هندسة الأنسجة لصحيفة ديلي ميل (ديلي ميل) أن الجنين لا يمكن أن ينظر إليه كشخص قبل اليوم الرابع عشر ووفقا لتكنولوجيا الخلايا المتقدمة (ACT) فإن الهدف كان«الاستنساخ العلاجي» وليس«الاستنساخ التكاثري»
و في عامي 2004 و 2005، نشر هوانج وو سوك، وهو أستاذ في جامعة سيول الوطنية (Seoul National University) مقالين منفصلين في مجلة ساينس (Science) العلمية مدعياً أنه نجح في استنساخ خلايا جذعية جنينية من كيسة أريمية بشرية مستنسخة باستخدام تقنيات نقل نواة خلية جسدية بنجاح. وإدعى هوانج ايضاً بأنه صنع 11 نوع مختلف من خطوط الخلايا الجذعية وكان هذ أول نجاح كبير في مجال الاستنساخ البشري.
و نشرت مجموعة من العلماء في مايو عام 2013 تقريرعن محاولة استنساخ بشري ناجحة استعملوا فيها نهج نقل نواة الخلية الجسدية من خلايا ليفية أنسانية إلى بويضات ونتج عنها أجنة قابلة للنمو فتصبح كيسة أريمية وتمكن الكتاب من الحصول على خلايا جذعية جنينية من مثانات بلاستولية والتي يمكن أن تؤدي إلى استنساخ علاجي ناجح ولكن لم يتضح بعد ما إذا كانت الأجنة المستنسخة قادرة على التطور حيث لم يتم الشروع في أي تجارب للتطوير،

## تقنيات الاستنساخ البشري
إن استنساخ البشر، سواء لأغراض التكاثر أو لأغراض علاجية، يمكن أن يتم باستخدام طريقتين مختلفتين:
أولاً، فصل القسيم الأريمي: المعروف أيضًا باسم انقسام الجنين المفرد، هو انقسام البويضة المخصبة عندما تحتوي على 2 إلى 8 خلايا. تتيح هذه التقنية تخليق فردين أو أكثر يتشاركون نفس الشفرة الوراثية، بما في ذلك الجينات النووية والميتوكوندريا. وهذه الحالة تشبه حالة الحمل الطبيعي بتوأم متماثل، والذي ينتج عن اندماج أمشاج الأب والأم. ومع ذلك، في هذه الحالة، يتم فصل البويضة المخصبة بشكل مصطنع.
ثانيًا، النقل النووي: والذي يسمى أيضًا زرع النواة، يتضمن حركة نواة ثنائية الصيغة الصبغية (مع 23 زوجًا من الكروموسومات) من خلية جسدية لكائن حي بالغ إلى خلية بيضية (وهي أحادية الصيغة الصبغية، مع 23 كروموسومًا) تمت إزالة قلبها مسبقًا . بمجرد إعادة تكوين البويضة الجديدة، يتم تنشيطها باستخدام مواد كيميائية أو صدمة كهربائية لبدء انقسام الخلايا. ويستمر تطور هذا الجنين المستنسخ في المختبر حتى يصبح جاهزا لنقله إلى رحم امرأة مستعدة لاستقباله. في هذه العملية، يكون الجنين نتيجة التكاثر اللاجنسي، حيث لا يحدث اندماج الأمشاج أو اختلاط الجينات الأبوية. الجينات الوحيدة المطابقة لتلك الخاصة بالمتبرع بالخلية الجسدية هي الجينات النووية للمستنسخ، في حين أن جينات الميتوكوندريا المستنسخة تأتي من المتبرع بالبويضة، حيث توجد في السيتوبلازم خارج النواة.

## الاثار الأخلاقية
في أخلاقيات علم الأحياء تشير أخلاقيات الاستنساخ إلى مجموعة من الآراء الأخلاقية المتنوعة والمتعلقة بممارسة وإمكانية الاستنساخ، وخصوصاً الاستنساخ البشري، في حين أن العديد من هذه الآراء هي آراء دينية في الأصل، وأبدى علمانيون أيضا الكثير من التساؤلات عن الاستنساخ البشري. وكما تعتبر احتمالية الاستنساخ البشري نظرية فقط، حيث أن الاستنساخ البشري بنوعيه العلاجي والتناسلي لا يستخدم تجارياً وأما بالنسبة للاستنساخ الحيواني فتستنسخ الحيوانات في المختبرات وتستعمل حاليا في المنتجات الحيوانية
و يدعم مؤيدوا الاستنساخ تطوير الاستنساخ العلاجي من أجل توليد أنسجة وأعضاء كاملة لعلاج المرضى الذين لا يستطعون الحصول على زرع، ولتجنب الحاجة إلى الأدوية المثبطة للمناعة، ولمنع اثار الشيخوخة من الظهور. .و يعتقد مؤيدوا الاستنساخ الإنجابي أنه ينبغي تسهيل وصول هذه التكنولوجيا إلى الآباء والأمهات الذين لا يستطيعون الإنجاب.
أما معارضوا الاستنساخ فلديهم مخاوف من أن هذه التكنولوجيا لم تتطور بعد لتكون آمنة، وانها من الممكن أن تكون عرضة لسوء المعاملة مما يؤدي إلى صنع نسل من البشر من الممكن أخذ أعضائه وأنسجته، وهم قلقون ايضاً من أن الأفراد المستنسخون لن يندمجوا مع الأُسر والمجتمع ككل.
وتنقسم الجماعات الدينية، فبعض المعارضين لهذه التكنولوجيا يعارضونها لأنها تلعب دور الخالق ولأنهم يستخدمون أجنة حقيقة فيدمرون حياة إنسان؛ وآخرون يدعمون الاستنساخ العلاجي لما له من فوائد منقذة لحياة افراد

## مواقف عبر العالم

### الأمم المتّحدة
في 13 ديسمبر عام 2001، بدأت الجمعية العامة للأمم المتحدة (United Nations General Assembly) بوضع إتفاقية دولية لمنع الاستنساخ التكاثري البشري. وسعت مجموعة من الدول، بما في ذلك إسبانيا وإيطاليا والفلبين والولايات المتحدة وكوستاريكا والكرسي الرسولي لتوسيع النقاش لحظر جميع أشكال الاستنساخ البشري، مشيرين إلى أن الاستنساخ البشري العلاجي، في رأيهم، ينتهك كرامة الإنسان. واقترحت كوستاريكا اعتماد اتفاقية دولية لحظر جميع أشكال الاستنساخ البشري. ولعدم قدرتهم على الوصل إلى توافق في الآراء بشأن اتفاقية مُلزمة فأُعتمد في مارس 2005، إعلان الأمم المتحدة غير الإجباري بشأن الاستنساخ البشري والذي دعا إلى حظر جميع أشكال استنساخ البشري لأنه يتعارض مع كرامة الإنسان.

### الولايات المتّحدة الأمريكيّة
في عام 1998 و 2001 و 2004 و 2007، صوَت مجلس نواب الولايات المتحدة لحظر كافة أشكال الاستنساخ البشري، سواء الإنجابية والعلاجية أولعدم حظرها
و في 10 مارس عام 2010 تم تقديم مشروع (HR 4808) والذي يحوي على قسم يحظر التمويل الفدرالي للاستنساخ البشري.[39] ففي حال إقرار هذا القانون، فإنه لن يمنع من إجراء بحوث في مؤسسات خاصة (مثل الجامعات) والتي لديها تمويل من القطاعين الخاص والفدرالي ولا يوجد حالياً أي قوانين فدرالية في الولايات المتحدة تحظر الاستنساخ تماماً، فأن وضعت هذه القوانين فستثير تساؤلات دستورية صعبة مماثلة للتساؤلات التي أثارها الإجهاض.
و حظرت الاستنساخ التناسلي ثلاثة عشر ولاية أمريكية (أركنساس وكاليفورنيا وكونيتيكت وأيوا وإنديانا وماساتشوستس وميريلاند وميشيغان وداكوتا الشمالية ونيو جيرسي ورود ايلاند وساوث داكوتا وفيرجينيا) وحظرت ثلاث ولايات استخدام الأموال العامة لمثل هذه الأنشطة (ولاية أريزونا وميريلاند وميسوري).و قَيَدت ولاية مين الاستنساخ البشري ولكنها لم تمنعه.

### الاتحاد الأوروبي
حظرت الاتفاقية الأوروبية لحقوق الإنسان والطب الحيوي الاستنساخ البشري في بروتوكول من بروتوكولاتها الإضافية، ولكن لم يصدق على هذا البروتوكول إلا اليونان وإسبانيا والبرتغال. كما يحظر ميثاق الحقوق الأساسية للإتحاد الأوروبي الاستنساخ البشري التناسلي وهذا الميثاق يُلزِم قانونياً مؤسسات الاتحادالأوروبي بموجب معاهدة لشبونة

### المملكة المتّحدة
في 14 يناير عام 2001 وافقت الحكومة البريطانية على الخصوبة البشرية وعلم الأجنة (لأغراض بحثية) وفي عام 2001 لتمديد الأسباب المسموح بها لإجراء البحوث على الخلايا الجذعية والخلايا النووية البديلة عُدل على قانون الخصوبة البشرية وعلم الأجنة عام 1990 وكنتيجة سمح بالاستنساخ العلاجي ومع ذلك، ففي 15 نوفمبر عام 2001، فازت المجموعة المساندة للحياة بتحدي قانوني في المحكمة العليا، مما أبطل الأنظمة وترك جميع أشكال الاستنساخ غير المنظم في المملكة المتحدة مسموحة. وكان أمل المجموعة المساندة للحياة أن يسمح البرلمان بهذة القوانين الممنوعة.[33]واسرع البرلمان بالموافقة على قانون الاستنساخ التناسلي البشري لعام 2001 وحَظر الاستنساخ التناسلي خصوصاً. وتم إنهاء التساؤلات المتبقية فيما يتعلق بالاستنساخ العلاجي عندما اصدرت محاكم الاستئناف قرار مناقض للقرار السابق الصادر من المحكمة العليا.[35]
تم منح أول رخصة في 11 أغسطس في عام 2004 إلى الباحثين في جامعة نيوكاسل للسماح لهم في البحث عن علاج لمرض السكري، ومرض باركنسون ومرض الزهايمر والغت تشريعات الخصوبة، قانون الاستنساخ لعام 2001 واجرت تعديلات مماثلة على القانون لعام 1990 ويسمح القانون لعام 2008 بإجراء تجارب على الأجنة الهجينة للإنسان وللحيوان.[37]

### الدول الإسلامية
أصدر مجمع البحوث الإسلامية في الجامع الأزهر بالقاهرة فتوى جاء فيها أن "استنساخ الإنسان حرام" حسب هذه الفتوى، الإسلام لا يعارض العلم النافع بل يشجعه ويحث عليه وأوضحت أن القاعدة الفقهية في الإسلام هي أن درء المفسدة مقدم على جلب المصلحة. 

### الهند
الاستنساخ البشري غير قانوني في الهند.

### رومانيا
يحُظَر الاستنساخ البشري في ميثاق الحقوق الدستورية في رومانيا. وينظر إليه على أنها انتهاك لحقوق الإنسان في سلامة هويتة وشخصيته

### صربيا
يُحظَر الاستنساخ البشري بشكل صريح في المادة 24، «الحق في الحياة» من دستور صربيا عام 2006 وتَحظر المادة نفسها أيضاً عقوبة الإعدام شنقاً.

### المغرب
يحظر في المغرب إجراء أي بحث على الأجنة البشرية، سواء كانت تهدف إلى استغلال وظائف الإنجاب لأغراض تجارية، أو لإنشاء لقيحة بشرية للاستخدام في الأغراض الصناعية أو البحث العلمي أو التجارب عليها. يتضمن ذلك منع هذه التجارب، ومنع الاستنساخ البشري، ومنع انتقاء النسل، ومنع بيع أو تبرع بالأمشاج البشرية، ومنع الحمل لصالح الآخرين وفقا للمادة 7 من الظهير الشريف رقم 50-19-1.

### أستراليا
حظرت أستراليا الاستنساخ البشري ومع ذلك فاعتباراً من ديسمبر عام 2006، ظهر مشروع قانوني يجيز الاستنساخ العلاجي وتخليق أجنة بشرية لأبحاث الخلايا الجذعية واعتمده مجلس النواب بشروط تنظيمية معينه وخاضعة لتشريع الدولة، فالاستنساخ العلاجي الآن مسموح به قانونيا في بعض أجزاء أستراليا.

## كندا
يحظر القانون الكندي ما يلي: استنساخ البشر، واستنساخ الخلايا الجذعية، وخلق أجنة بشرية لأغراض بحثية، واختيار الجنس، وشراء الأجنة والحيوانات المنوية والبويضات وغيرها من المواد الإنجابية للإنسان وبيعها وكما يحظر إجراء تغييرات على الحمض النووي البشري المتوارث من جيل إلى آخر، بما في ذلك استخدام الحمض النووي الحيواني على البشر ولكنه يسمح بالأمهات البديلات قانوناً ويسمح أيضاً بالتبرع بالحيوانات المنوية أو بالبويضات للأغراض التناسلية ويسمح أيضاً بالتبرع بالأجنة البشرية وبالخلايا الجذعية لأستخدامها في البحوث
و كانت هناك دعوات ثابتة في كندا لحظر الاستنساخ البشري منذ عام 1993 بعد تقرير اللجنة الملكية المعنية بالتكنولوجيا الإنجابية الجديدة وأشارت إستطلاعات أن الأغلبية الساحقة من الكنديين يعارضون الاستنساخ الإنجابي، وعلى الرغم من ذلك فأن أنظمة الاستنساخ البشري لا تزال تشكل قضية وطنية ودولية هامة سياسياً ويستخدم مفهوم «الكرامة البشرية» عادةً لتبرير قوانين الاستنساخ والأساس خلف هذا التبرير هو أن الاستنساخ البشري التناسلي ينتهك مفاهيم الكرامة البشرية

### الدنمارك
لم توافق الدنمارك حاليا على أية قانون أو حظر متعلق بالجينات ولم تظهرأي اهتمام في حظر الاستنساخ البشري أو في حظر تعديل الأشخاص وراثياً

## الثقافة الشعبية
الاستنساخ هو موضوع متكرر في مجموعة متنوعة وواسعة من الخيال العلمي المعاصر ويمكن رؤية جوانب الاستنساخ في أفلام الحركة مثل الأفلام عام 2000 كاليوم6 (اليوم السادس) والشر المقيم (سلسلة أفلام) (ريزدنت إيفل)، والجزيرة ((The Island (2005 film) وفي أفلام حركية قديمة، كالحديقة الجوراسية (فيلم) (Jurassic Park) ويمكن أن يُذكر موضوع الاستنساخ حتى في الأفلام الكوميدية مثل فيلم وودي آلن (Sleeper) النائم في 1973.و استخدمت أفلام أخرى فكرة الاستنساخ باعتباره وسيلة لإستكشاف قضايا الهوية والعلاقات الإنسانية.
و اكتسبت فكرة الاستنساخ البشري الكثير من الشعبيته في وقت مبكر من عام 2000حيث نشرت مجلة تايم (تايم) قصة على الغلاف حول هذا الموضوع.